# Пука (мифология)
Пука — существа из кельтского фольклора, легенды о которых распространены в основном в Ирландии, Уэльсе и на западе Шотландии. Это один из множества сказочных народов, и, как и многие фольклорные существа, они одновременно вызывают уважение и страх у тех, кто верит в них.

## Название
Другие названия существ: pwwka, pooka, phouka, pwca в валлийском, корн. Bucca, Pouque в гернсийском, glashtyn в мэнском и gruagach в шотландском гэльском. Похожие термины есть и в германских языках, такие как английские слова pucel, pook или puck, норвежское puki, фризское puk имеют неопределённое происхождение. Название может происходить от скандинавского слова «природы духа» — pook или puke.

## В фольклоре

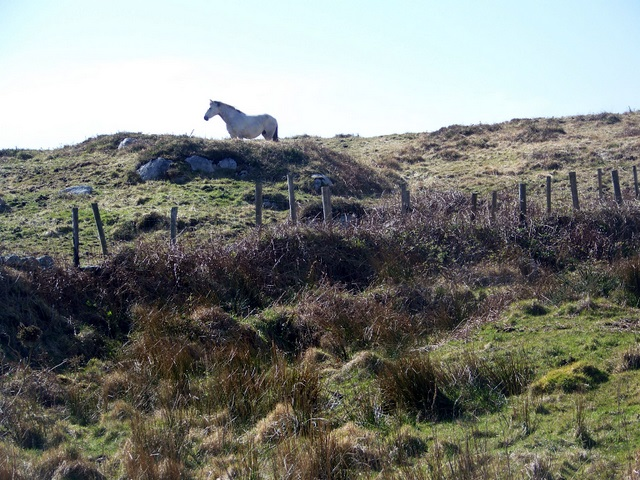
Жеребец коннемарского пони

Согласно легенде, пука является ловким оборотнем, способным принимать различные — страшные или приятные — формы, и может обернуться лошадью, кроликом, козой, гоблином или собакой. Независимо от того, какую форму принимает пука, шерсть его почти всегда тёмная. Существо якобы чаще всего принимает форму гладкошёрстной чёрной лошади с развевающейся гривой и светящимися золотыми глазами.
Если человека удаётся заманить на спину к пуке в обличье лошади, то ему грозит весьма неприятная поездка, однако в отличие от келпи, который, когда на нём оказывается всадник, ныряет в ближайший ручей или озеро, чтобы утопить и сожрать его, пука не причиняет всаднику никакого реального вреда. Однако, по мнению некоторых фольклористов, единственным человеком, когда-либо ездившим на пуке, был Бриан Бору, верховный король Ирландии — с помощью специальной уздечки, включавшей три волоска из хвоста пуки. Пука может говорить на человеческом языке, даёт советы и якобы даже отводит вред от людей. Хотя пука любит сбивать с толку и пугать, это существо в фольклоре считается доброжелательным.
Пука связан с некоторыми сельскохозяйственными кельтскими традициями. Это существо связано с Самайном, гойдельским праздником урожая, когда собираются последние из зерновых культур. Всё, что остаётся в поле, считается принадлежащим пуке или поражённым волшебством и, следовательно, несъедобным. В некоторых местах жнецы во время уборки урожая оставляли небольшую его долю как «долю пуки», чтобы успокоить голодных существ. Тем не менее, 1 ноября — день пуки, единственный день в году, когда можно ожидать, что он будет вести себя вежливо.
Пука был известен в фольклоре некоторых мест тем, что в начале ноября испражнялся или плевал на дикие плоды, делая их несъедобными и небезопасными.
В фольклоре некоторых регионов о пуке говорится больше с уважением, чем со страхом: если относиться к нему с должным уважением, то он может быть полезным для тех, кто сталкивается с ним. Пука является созданием гор и холмов, и в этих регионах есть истории его появления в день ноября и предоставления пророчеств и предостережений для тех, кто советуется с ним.
В фольклоре некоторых районах графства Даун пука проявляется в виде маленького, уродливого гоблина, который требует долю урожая, в фольклоре графства Лиишь — как чудовищный призрак, а в легендах Уотерфорда и Уэксфорда пука появляется как орёл с огромным размахом крыльев, тогда как в легендах Роскоммона — как чёрный козёл.

## В кинематографе
Пука (англ. Pooka) — персонаж американского телесериала ужасов Навстречу Тьме (3 серия в 1 сезоне и 19 серия во 2 сезоне).
Пука (англ. Pooka) — персонаж телесериала Британия.
Упоминается в фильме «Харви» (1950).